# 大义
大义（1360年閏五月—1363年八月）是元朝时期陈友谅的年號，共計4年。
《新元史》記載在1361年陳友諒改元「大定」，則大義年號似乎只用一年。權衡《庚申外史》言陳友諒有「天定」「大義」兩個年號，鍾淵映認為「天定」是徐壽輝末年陳友諒所改。
徐紅嵐《中日朝三國歷史紀年表》所列，1360年為大義元年，只有1年。刘夏《刘尚宾文集》中有多篇署年“大义”元年、二年的文章。其中《祷雨龙王文》开篇称“维大义二年岁次辛丑四月辛巳朔越三日癸未”，可知“大义”年号使用不止一年。另外康熙《沔陽州志》記載崇祯十四年（1641年）時修沔陽城掘得舊磚，上有「大漢復慶路大義三年七月」字樣。杨讷认为，大义年号使用四年，历来无人怀疑。

## 改元
- 徐宋天定二年——閏五月初三日，陳友諒建元為大義元年。[7][8][9][10]
- 大義四年——九月，改元為德壽元年。[11][12][13][14]

## 大事記
- 大義元年——閏五月初三日，陳友諒稱皇帝，建國大漢。
- 大義四年——八月二十六日，陳友諒死，九月，其子陳理即位。

## 西曆紀年對照表
| 大义 | 元年     | 二年   | 三年   | 四年   |
| ---- | -------- | ------ | ------ | ------ |
| 公元 | 1360年   | 1361年 | 1362年 | 1363年 |
| 干支 | 庚子     | 辛丑   | 壬寅   | 癸卯   |
| 元朝 | 至正20年 | 21年   | 22年   | 23年   |

## 同期存在的其他政权年号
- 中國
  - 至正（1341年－1370年）：元朝—元顺帝之年號
  - 龍鳳（1355年－1366年）：元朝時期—宋主韓林兒之年號
- 越南
  - 大治（1358年－1368年）：陳朝—陳裕宗陳暭之年號
- 日本
  - 正平（1347年－1370年）：南朝—后村上天皇与长庆天皇之年号
  - 延文（1356年－1361年）：北朝—後光嚴天皇之年號
  - 貞治（1362年－1368年）：北朝—後光嚴天皇之年號

## 深入閱讀
- 李崇智. . 北京: 中華書局. 2004年12月. ISBN 7101025129.
- 鄧洪波. . 臺北: 國立臺灣大學東亞經典與文化研究計劃. 2005年3月  [2021-11-12]. ISBN 9789860005189. （原始内容 (pdf)存档于2007-08-25）.

| 前一年號： 徐壽輝: 天定 | 中国年号列表 | 下一年號： 德寿 |